# Catathelasma
Catathelasma là một chi của nấm thuộc Tricholomataceae. Chi này gồm 4 species are widespread ở miền bắc vùng temperate.